# Confounder

Invloed van een confounding factor op een verband tussen blootstelling (onafhankelijke variabele) en een uitkomst (afhankelijke variabele)

Een confounding factor of een confounder, ook wel verstorende factoren genoemd, is een variabele die invloed heeft op zowel de onderzochte oorzaak (de onafhankelijke variabele) als de uitkomst (de afhankelijke variabele). Confounding factors komen algemeen voor in experimenteel of observationeel onderzoek. Omdat een confounder met beide in verband staat, kan deze een vertekend beeld geven van de relatie tussen oorzaak en gevolg. Dit betekent dat het lijkt alsof er een verband is tussen twee variabelen, terwijl dat verband eigenlijk wordt veroorzaakt door een derde factor. Confounders verklaren waarom een correlatie niet per se een causaal verband hoeft te betekenen.
Een klassiek voorbeeld van een confounder is leeftijd in medisch onderzoek. Oudere mensen mensen hebben vaak een hogere kans op gezondheidsklachten, dus bij het vaststellen van een verband tussen een bepaalde blootstelling (een geneesmiddel of dieet) en gezondheid, kan leeftijd een confounder zijn. Zonder correctie voor dergelijke verstorende factoren kunnen onderzoekers ten onrechte concluderen dat de blootstelling leidt tot een gezondheidseffect, terwijl het effect eigenlijk (deels) aan leeftijd toe te schrijven is.
Om de invloed van confounding factoren te beperken, gebruiken onderzoekers verschillende statistische correctiemethoden. In experimenteel onderzoek worden deelnemers vaak willekeurig verdeeld over groepen (randomisatie), zodat confounders gelijkmatig worden verspreid. In observationeel onderzoek kunnen technieken zoals stratificatie of regressieanalyse worden toegepast om de invloed van mogelijke confounders te corrigeren.